# Ciccaba
A Ciccaba a madarak (Aves) osztályának bagolyalakúak (Strigiformes) rendjébe, ezen belül a bagolyfélék (Strigidae) családjába tartozó nem.

## Rendszerezés
A nembe az alábbi 4 faj és 9 alfaj tartozik:
- andesi bagoly (Ciccaba albitarsus) - szinonimája: Strix albitarsis
- dél-amerikai zebrabagoly (Ciccaba huhula) (Daudin, 1800) - szinonimája: Strix huhula
  - Ciccaba huhula albomarginata
  - Ciccaba huhula huhula
- zebrabagoly (Ciccaba nigrolineata) (P. L. Sclater, 1859) - szinonimája: Strix nigrolineata
- pettyegetett bagoly (Ciccaba virgata) (Cassin, 1849) - szinonimája: Strix virgata
  - Ciccaba virgata borelliana
  - Ciccaba virgata centralis
  - Ciccaba virgata macconnelli
  - Ciccaba virgata squamulata
  - Ciccaba virgata superciliaris
  - Ciccaba virgata tamaulipensis
  - Ciccaba virgata virgata